# Socket sTRX4
Socket sTRX4, також відомий як Socket SP3r3, — сокет процесора типу LGA, спроектований AMD для процесорів серії Zen 2 (таких, як варіанти Threadripper з кодовими назвами Matisse і Castle Peak), що надійшли до продажу 25 листопада 2019 року. Сегмент призначення — високопродуктивні десктопи і робочі станції.
Socket sTRX4 є прямим нащадком Socket TR4, що використовувався процесорами Ryzen Threadripper першого і другого поколінь. Фізично він ідентичний TR4 і Socket SP3, але несумісний електрично.
Одним з чипсетів, що можуть працювати з даним сокетом, є TRX40, що забезпечує до 88 смуг PCI Express 4.0.
Попередня платформа підтримувала до 66 смуг шини PCIe 3.0.. 